# Josh Acheampong
Joshua Kofi Acheampong (Londra, 5 maggio 2006) è un calciatore inglese, difensore del Chelsea.

## Biografia
Nato in Inghilterra, ha origini ghanesi.

## Caratteristiche tecniche
È un terzino destro che può giocare anche al centro della difesa.

## Carriera

### Club
È cresciuto nel settore giovanile del Chelsea, ed ha firmato il suo primo contratto professionistico il 3 gennaio del 2024. Ha fatto il suo esordio assoluto il 2 maggio seguente sostituendo Alfie Gilchrist a cinque minuti dalla fine dell'incontro di Premier League vinto 2-0 contro il Tottenham. In seguito ad alcuni problemi relativi al rinnovo del contratto è rimasto ai margini della rosa, tuttavia il 12 dicembre ha debuttato nelle competizioni internazionali disputando la partita della fase campionato di UEFA Conference League vinta 3-1 contro l'Astana e sei giorni dopo ha prolungato fino al 2029.

### Nazionale
Ha giocato con le nazionali giovanili inglesi Under-16, Under-17, Under-18, Under-19 ed Under-20.
Nel 2023 con l'Under-17 ha preso parte al campionato europeo ed al campionato mondiale di categoria.

## Statistiche

### Presenze e reti nei club
Statistiche aggiornate al 14 marzo 2025.
| Stagione        | Squadra         | Campionato      | Campionato | Campionato | Coppe nazionali | Coppe nazionali | Coppe nazionali | Coppe continentali | Coppe continentali | Coppe continentali | Altre coppe | Altre coppe | Altre coppe | Totale | Totale | Totale |
| Stagione        | Squadra         | Comp            | Pres       | Reti       | Comp            | Pres            | Reti            | Comp               | Pres               | Reti               | Comp        | Pres        | Reti        | Pres   | Reti   |        |
| --------------- | --------------- | --------------- | ---------- | ---------- | --------------- | --------------- | --------------- | ------------------ | ------------------ | ------------------ | ----------- | ----------- | ----------- | ------ | ------ | ------ |
| gen.-giu. 2024  | Chelsea         | PL              | 1          | 0          | FACup+CdL       | 0               | 0               | -                  | -                  | -                  | -           | -           | -           | 1      | 0      |        |
| 2024-2025       | Chelsea         | PL              | 4          | 0          | FACup+CdL       | 0+1             | 0               | UECL               | 3                  | 0                  | Cmc         | 1           | 0           | 9      | 0      |        |
| Totale carriera | Totale carriera | Totale carriera | 5          | 0          |                 | 1               | 0               |                    | 3                  | 0                  |             | 1           | 0           | 10     | 0      |        |

## Palmarès

### Club

#### Competizioni internazionali
- UEFA Conference League: 1

Chelsea: 2024-2025
- Coppa del mondo per club: 1

Chelsea: 2025